# Hantumerútbuorren
Hantumerútbuorren (niederländisch Hantumeruitburen) ist ein kleines Dorf in der Gemeinde Noardeast-Fryslân in der niederländischen Provinz Friesland. Es befindet sich nördlich von Dokkum und hat 70 Einwohner (Stand: 1. Januar 2024).
Bis Hantumerútbuorren als Dorf anerkannt wurde, gab es dort weder eine Kirche noch eine Schule. Zusammen mit Hiaure, Hantum und Hantumhuzen wird Hantumerútbuorren oft als die 4H bezeichnet, da die Dorfbewohner sich besonders verbunden fühlen.

## Bevölkerungsentwicklung
- 1954 – 108
- 1959 – 103
- 1964 – 102
- 1969 – 79
- 1974 – 87
- 2003 – 60
- 2008 – 70
- 2017 – 65